# Zompvergeet-mij-nietje
Zompvergeet-mij-nietje (Myosotis laxa subsp. cespitosa) is een ondersoort van de plantensoort Myosotis laxa.

## Determinatie
Zompvergeet-mij-nietje is een kruidachtige plant. Ze bereikt een hoogte van 10–45(–100) cm. De plant vormt rechtopstaande, rolronde stengels die vanaf de voet zijn vertakt. Ze zijn kaal of iets behaard met aangedrukte haren. Zompvergeet-mij-nietje bloeit van mei tot september.

### Gelijkende taxa
Zompvergeet-mij-nietje lijkt erg veel op de andere ondersoorten van Myosotis laxa, waarvan zij zich onderscheidt door haar vaak sterk vertakte groeiwijze. Verder lijkt zompvergeet-mij-nietje sterk op moeras- en weidevergeet-mij-nietje (twee ondersoorten van Myosotis scorpioides), waarvan de beharing op de kelken eveneens aangedrukt is; bovendien kunnen zomp-, moeras- en weidevergeet-mij-nietje in hetzelfde milieu optreden. Bij zomp- en weidevergeet-mij-nietje hebben de uitgebloeide bloemen een stijl met een lengte van 1,6–2,8 mm, die doorgaans langer is dan de kelkbuis (bij zompvergeet-mij-nietje hebben uitgebloeide bloemen een stijl met een lengte van 1,1–1,5 mm, die doorgaans korter is dan de kelkbuis).

## Ecologie
Zompvergeet-mij-nietje komt voor op open, mesotrofe tot eutrofe, natte of drooggevallen maar nooit uitgedroogde gronden. Ze is aan te treffen in nat grasland, op oevers en in venen.
Zompvergeet-mij-nietje is een indicator voor dotterbloemgrasland.

## Verspreiding
In Nederland is de plant vrij algemeen, maar zeldzaam in zeekleigebieden.
In België is de plant vrij algemeen in het Vlaams en Kempens district, elders zeldzaam. 